# Christian Houmark
Christian Houmark, född 4 juni 1868, död 30 januari 1950, var en dansk författare.
Houmark har utgett åtskilliga prosaberättelser: Det Syndens barn (1908), For Guds Aasyn (1910), Veje, det skilles (1915) och Byens Hævn (1917). Han var som prosaist efterföljare till Herman Bang. Som journalist hörde han till sin samtids mest kända.